# Paul McKinnon

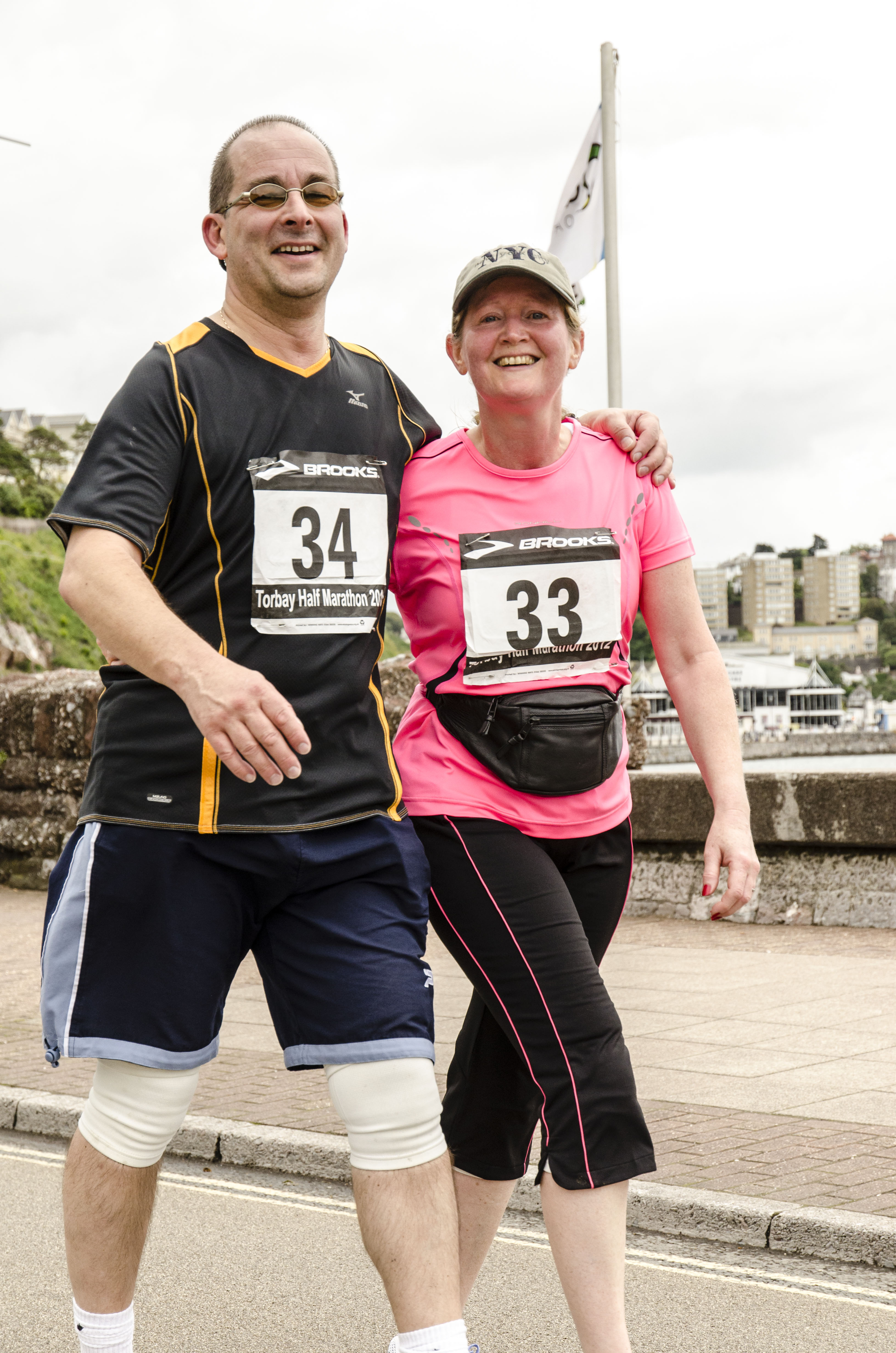
Paul McKinnon (links) und Sally McKinnon (rechts)

Paul McKinnon (* 1. August 1958 in Frimley) ist ein ehemaliger englischer Fußballspieler. Der Stürmer lief in seiner Karriere in England, Schweden und Hongkong auf.

## Werdegang
McKinnon begann seine Karriere im englischen Non-League football bei Sutton United, der ihn 1977 aus dem Nachwuchs des FC Woking verpflichtet hatte. Als im Sommer 1980 Keith Blunt als Nachfolger von Bob Houghton das Traineramt des schwedischen Klubs Malmö FF übernahm, folgte ihm der Spieler nach Schonen und war damit gemeinsam mit dem ebenfalls aus England gewechselten Tim Parkin der erste Auslandsprofi des Klubs. Bis zum Ende der Spielzeit 1980 lief er in sechs Spielen in der Allsvenskan auf und trug mit zwei Saisontoren zur Vizemeisterschaft hinter Östers IF bei. Als amtierender Pokalsieger war der Klub zudem für den Europapokal der Pokalsieger 1980/81 qualifiziert, mit der Mannschaft um Robert Prytz, Ingemar Erlandsson und Thomas Sjöberg scheiterte er jedoch am portugiesischen Vertreter Benfica Lissabon in der zweiten Runde. In der ersten Saisonhälfte der folgenden Spielzeit kam er zu elf Spieleinsätzen, nach fünf weiteren Toren in der höchsten schwedischen Spielklasse kehrte er nach einem Jahr im Sommer 1981 zu Sutton United zurück.
Später wechselte McKinnon zum Ryoden FC nach Hongkong, kehrte aber erneut nach England zurück. Anfang 1986 wechselte er erneut nach Schweden und schloss sich dem Drittligisten Tegs SK an. Für den Klub erzielte er im Saisonverlauf 16 Tore in 18 Spielen. Als Tabellenzweiter der Division 3 Norra Norrland verpasste der Klub zwar die Aufstiegsrunde zur zweiten Liga, überstand aber eine Ligareform auf dem dritten Spielniveau. Der Stürmer hatte jedoch durch den persönlichen Erfolg in seiner Heimat Aufmerksamkeit erzeugt, die Blackburn Rovers holten ihn nach Saisonende im Herbst ins nordenglische Lancashire. Beim Zweitligisten setzte er sich nicht durch, lediglich fünf Einsätze verbuchte er bis zum Frühjahr 1987. Daraufhin wollte er zu Tegs SK zurückkehren, der Klub hatte jedoch mittlerweile drei andere ausländische Spieler unter Vertrag. Rolf Zetterlund lotste ihn in die zweite schwedische Liga zum Örebro SK. In den folgenden zwei Jahren erzielte er elf Tore in 45 Spielen für den zentralschwedischen Klub. Im Sommer 1988 stand er mit der Mannschaft um Sven Dahlkvist und Christer Fursth im Endspiel um den schwedischen Landespokal, bei der 1:3-Niederlage gegen IFK Norrköping erzielte er den Ehrentreffer. Trotz des Aufstiegs in die Allsvenskan am Ende der Spielzeit 1988 verließ er den Klub und kehrte im Januar 1989 erneut zu Sutton United zurück. 1991 schloss er sich für die folgenden zwei Jahre dem Non-League-Klub Slough Town an, in der Spielzeit 1993/94 kehrte er ein weiteres Mal nach Sutton zurück, ehe er seine aktive Laufbahn beendete. Mit 279 Toren für den Klub ist er Rekordtorschütze.